# Diacyclops bicuspidatus
Diacyclops bicuspidatus – gatunek widłonoga z rodziny Cyclopidae. Rozprzestrzeniony na całym świece, z wyjątkiem Australii. W Wielkich Jeziorach do czwartego stadium roślinożerny, a potem wszystkożerny. Osiąga do około 1,6 mm długości nakrapianego, zwykle żółtawego ciała.

## Taksonomia
Nazwa naukowa gatunku została po raz pierwszy opublikowana w 1857 roku przez niemieckiego hydrobiologa Carla Clausa i brzmiała Cyclops bicuspidatus. Później gatunek ten został przeniesiony do ustanowionego przez F. Kiefera w 1927 roku rodzaju Diacyclops. W 1948 roku V.M. Rylov włączył Diacyclops do rodzaju Acanthocyclops, stąd synonim Acanthocyclops bicuspidatus. Gatunek ten umieszczany był dawniej również w rodzaju Megacyclops, pierwotnie utworzonym przez Kiefera jako podrodzaj Acanthocyclops. Pod koniec XX wieku pogląd o odrębności rodzaju Diacyclops został definitywnie zaakceptowany przez systematyków i w tym rodzaju umieszczany jest ten gatunek współcześnie. 

## Występowanie
Obecność gatunku Diayclops bicuspidatus stwierdzono na całym świecie poza Australią, przy czym egzemplarze występujące w zespole Wielkich Jezior Północnoamerykańskich różniły się od pozostałych. Obecność Diacyclops bicuspidatus jest łatwa do stwierdzenia przez cały rok. Jako gatunek głębinowy osiąga największą liczebność w maju i czerwcu. Samce posiadają rozmiary 0,8–1,0 mm, a samice 0,9–1,6 mm.

### Zróżnicowanie
Jest to gatunek kosmopolityczny, ale pewne podgatunki mogą posiadać odmienne cechy. Możliwe, że jest gatunkiem kompleksowym. Większość okazów z Ameryki Północnej można przypisać D. b. thomasi, zaś D. b. limnoria występuje jedynie w Jeziorze Bodeńskim. Systematyka w tej grupie jest niepewna, a pewne podgatunki mogą być kwalifikowane do różnych gatunków. 

## Morfologia
Diacyclops bicuspidatus z podgatunku nominatywnego osiąga długość ciała 0,95–1,57 mm. Ciało ma wydłużone i lekko spłaszczone grzbietobrzusznie. 
Tylne końce ostatniego segmentu tułowia nieco wyciągnięte ku tyłowi i zaokrąglone. Segment genitalny odwłoka dłuższy niż szerszy, równomiernie zwężający się ku tyłowi. Zbiornik nasienny ma tylną część znacznie dłuższą od przedniej, przybierającą kształt worka i sięgającą poniżej połowy długości segmentu. Worki jajowe zaś wydłużone i z dużą liczbą jaj, nie przylegają do segmentu genitalnego.
Czułki 1. pary podzielone na 17 członów, zagięte ku tułowiowi sięgają jego drugiego segmentu. Na 12. członie przydatek czuciowy sięgający do 15. segmentu (długi i cienki). Przedostatni człon nieznacznie krótszy od ostatniego. 
Odnóża pływne trójczłonowe, z wyjątkiem dwuczłonowej piątej pary, o formule kolców 2.3.3.3. Endopodit czwartej pary ma ostatni człon 2–3 razy dłuższy niż szerszy. Czasem oba kolce szczytowe tego członu mogą być podobnej długości, ale zwykle wewnętrzny jest znacznie krótszy od zewnętrznego. Piąta para odnóży wyraźnie oddzielona od tułowia. Jej człon podstawowy ma długość równa szerokości, a drugi człon jest wydłużony w stosunku do szerokości mniej więcej trzykrotnie. Boczny kolec 2. członu najczęściej nieznacznie od niego dłuższy, osadzony bardzo blisko jego szczytu, a szczecinka szczytowa jest stosunkowo długa i wąska.
Widełki furki 6–7 razy dłuższe niż szersze, ustawione równolegle do siebie. Boczna szczecinka (Fs II) znajduje się nieznacznie poniżej połowy długości widełek. Z kolei w przedniej ich części przy zewnętrznym ich brzegu może być od jednego do trzech bardzo drobnych kolców. Szczecinki Fs III i VI podobnej długości, choć te ostatnie nieco dłuższe. Szczecinka Fs IV jest dłuższa, a Fs V dużo dłuższa, osiągając prawie połowę długości ciała.
Barwa ciała najczęściej żółtawa, choć może być szarobiała, wpadająca w róż lub brąz. Ciało drobno nakrapiane.
Inne podgatunki mogą nieco się różnić wyglądem.

## Ekologia
W Wielkich Jeziorach Północnoamerykańskich Diacyclops bicuspidatus jest roślinożerny do czwartego stadium, a później staje się wszystkożerny. Jego pożywienie stanowią wówczas orzęski, wrotki, małe wioślarki, młode widłonogi oraz larw ryb. Z kolei Diacyclops bicuspidatus są zjadane przez ryby: alozy tęczowe, bassy, okonie, przedstawicieli siejowatych, czukczanowatych, głowaczowatych oraz Sander vitreus. W jeziorze Ontario liczebność populacji D. bicuspidatus znacznie zmalała po introdukcji drapieżnego, inwazyjnego gatunku wioślarki Cercopagis pengoi.
W Polsce typowo występuje w zbiornikach astatycznych, w tym dość często w wytopiskach po roztopach. Spotykany także w stawach i litoralu jezior, gdzie przebywa raczej do głębokości 10 m. W wodach wolno płynących spotykany rzadko, podobnie jak w zbiornikach w jaskiniach czy studniach. Gatunek policykliczny.

## Podgatunki
Według stanu na 2024 rok baza World of Copepods wyróżnia 5 podgatunków:
- Diacyclops bicuspidatus bicuspidatus (Claus, 1857)
- Diacyclops bicuspidatus jurinei Mahoon najam-un-Nisa & Irfan Khan, 1987
- Diacyclops bicuspidatus lubbocki (Brady 1868)
- Diacyclops bicuspidatus lucanus Pesce & Galassi, 1985
- Diacyclops bicuspidatus odessanus (Shmankevich, 1875)

Wyróżniane dawniej podgatunki D. b. limnobius, D. b. navus i D. b. thomasi są obecnie traktowane jako osobne gatunki, odpowiednio: Diacyclops limnobius, Diacyclops navus i Diacyclops thomasi.